# Utrehtski psalter
Utrehtski psalter je iluminirani psalter iz 9. stoletja in ključna mojstrovina karolinške umetnosti. Psalter je verjetno najdragocenejši rokopis, napisan na Nizozemskem. Slovi po svojih 166 živahnih ilustracijah, narisanih s peresom, po eni za vsak psalm, in drugih besedilih. Natančen namen ilustracij in njihovo zgledovanje po starejših spisih so bili predmet polemik umetnostnih zgodovinarjhev. Psalter je med letoma 1000 in 1640 domoval v Kraljevini Angliji, kjer je močno vplival na anglosaško umetnost in povzročil tako imenovani "utrehtski slog". V srednjem veku je bil vsaj trikrat prepisan. Prva popolna faksimilna izdaja psaltra je nastala leta 1875  in druga leta 1984. 
Med drugimi besedili v knjigi je nekaj pesmi in hvalnic, Te Deum in Atanazijeva veroizpoved. Slednje besedilo je bilo predmet intenzivnega preučevanja Thomasa Duffusa Hardyja in drugih, potem ko se je v 19. stoletju zanimanje znanstvenikov za psalter povečalo. 

## Zgodovina in prepisi
Psalter vsebuje 108 listov pergamenta, velikih približno 330 krat 250 mm s pregibi po 8 listov. Na začetku je bil verjetno vsaj avtorski portret Davida, ohranjeno besedilo pa se začne z veliko začetnico z otoškim prepletom. 
Psalter je nekoč veljal za delo iz 6. stoletja predvsem zaradi arhaičnih konvencij v pisavi. Napisan je z rustikalnimi velikimi črkami v pisavi, ki je v karolinških rokopisih do 9. stoletja postala nepriljubljena. Rokopis zagotovo ni bil napisan pred 9. stoletjem. Zaradi velikih črk in velikosti knjige se domneva, da je bil mišljen kot knjiga za zbor, ker bi jo med petjem lahko bralo več menihov hkrati. Mogoče je tudi, da je bil namenjen mladim menihom, ki so se psalme v skupinah učili na pamet. Domneva se, da je bil psalter izdelan v bližini Reimsa, saj je njegov slog podoben slogu Ebbojevih evangelijev. Pisanje je morda sponzoriral Ebbo, nadškof v Reimsu, zato je običajno datiran med leti 816 in 835. Drugi so zaradi podrobnosti zagovarjali datum okoli leta 850.
Pozno 9. stoletje je Psalter preživel na območju Metza, morda na dvoru Karla Plešastega. Domneva temelji na očitnem vplivu rokopisa na umetnost tega območja. Okoli leta 1000 je rokopis prispel v Canterburyjsko stolnico, kjer se je začel ustvarjati prvi prepis, znan kot Harleyev psalter, ki je zdaj v Britanski knjižnici. Psalter je bil v srednjem veku v celoti prepisan trikrat. Drugi prepis je Eadwinov psalter, napisan v letih 1155-1160, z dodatki v letih 1160–1170. Besedila so bila razširjena na pet različic vsakega psalma. Zadnja kopija, znana kot Anglo-katalonski psalter, je ilustrirana v bogatih barvah z zlatim ozadjem. Prepis je napol ilustriral angleški umetnik v letih 1180–1200 in v gotskem slogu dokončal katalonski umetnik v letih 1340–1350. Slike so ponekod poenostavljene, število oseb pa zmanjšano. 
Izvirni rokopis je od leta 1000 preživel vsaj dve stoletji v Canterburyju in je po angleški razpustitvi samostanov prišel v last Roberta Brucea Cottona, slavnega angleškega antikvarja. Cotton je rokopis posodil velikemu zbiratelju Thomasu Howardu, grofu Arundelskemu, ki ga je med angleško državljansko vojno odnesel s seboj v izgnanstvo. Okoli leta 1642 so ga odnesli na Nizozemsko. Po Howardovi smrti sta ga njegova vdova in sin prodala. Leta 1716 je prišel na Univerzo v Utrechtu in bil vključen v Univerzitetno knjižnico. Ponovno so ga odkrili v knjižnici leta 1858.